# Persoonia pentasticha
Persoonia pentasticha är en tvåhjärtbladig växtart som beskrevs av Peter Henry Weston. Persoonia pentasticha ingår i släktet Persoonia och familjen Proteaceae. Inga underarter finns listade i Catalogue of Life.